# Jhansi (distrikt)
Jhansi (hindi: झांसी जिला) er et distrikt i den indiske delstat Uttar Pradesh. Distriktets hovedstad er Jhansi.

## Demografi
Ved folketællingen i 2011 var der 2,000,755 indbyggere i distriktet, mod 1,744,931 i 2001. Den urbane befolkningen udgør 41,78 % af befolkningen.
Børn i alderen 0 til 6 år udgjorde 12,45 % i 2011 mod 16,08 % i 2001. Antallet af piger i den alder per tusinde drenge er 886 i 2011.